# گرجی فریدنی
گُرجی فِرِیدَنی (به گرجی: ფერეიდნული، پِرِیدنولی) گونه ای از زبان گرجی است که در منطقه فریدن استان اصفهان به آن تکلم می‌شود و با زبان رسمی کشور گرجستان تفاوت‌هایی دارد.

## تاریخچه
گرجی‌های ایران گروهی از مردم گرجی، و یکی از قومیت‌های ساکن ایران هستند که نیاکان آن‌ها عمدتاً به دلیل مقاومت در برابر پادشاهان ایران، از وطن خود گرجستان، به ایران تبعید می‌شدند. به‌طوری‌که در طول حکومت سلسله‌های صفویه، افشاریه و قاجاریه گرجی‌ها در نواحی مختلف ایران از جمله یزد پراکنده شدند امروزه پس از گذشت حدود سه سده، تنها صد هزار تَن از آنان قابل شناسایی هستند که از این میان برخی از گرجی‌های مناطقِ ساحلیِ شمالِ ایران با حفظ برخی از عناصر فرهنگی خود یعنی: لباس، رقص، موسیقی، آشپزی و معماری شناخته می‌شوند و همچنین بعضی از گرجی‌های مناطقِ کوهستانیِ غربِ اصفهان به واسطهٔ سخن گفتن به زبان گرجی قابل شناسایی هستند.

### ورود گرجی‌ها به ایران
از سال ۱۰۱۳ تا ۱۰۳۴ هجری قمری، شاه عباس و سردارانش ۱۰ مرتبه به گرجستان حمله کرده و (طبق منابع فارسی) طی این حملات ۹۰٬۰۵۰ یا ۱۰۰٬۰۵۰ گرجی را قتل‌عام کرده و ۱۸۱٬۵۰۰ گرجی را به اسارت گرفته و به ایران تبعید کردند؛ که ۷۰٬۰۰۰ یا ۸۰٬۰۰۰ تَن از کشته‌ها و ۱۳۰٬۰۰۰ تَن از اسرای تبعید شده به ایران مربوط به حملهٔ شاه عباس به گرجستان در سال ۱۰۲۵ هجری/۱۶۱۶ میلادی است.
پس از تبعید این تعداد اسیر گرجی به ایران، شاه عباس دستور داد که آن‌ها را به ولایتی که در آن آب و هوا و شرایط زندگی با وطن اصلی ایشان شبیه باشد انتقال دهند. به همین خاطر در ابتدای ورود گرجی‌ها به ایران، آن‌ها را در «مازندران» که گمان می‌رفت از لحاظ آب و هوایی همانند گرجستان است، سکونت دادند ولی با نامساعد بودن آب و هوا اکثر آنان به شهرستان‌های داخلی ایران روانه شدند. از این تعداد اسیر گرجی، نیمی از آن‌ها به «اصفهان» و «شیراز» وارد شدند.

#### گرجی‌ها در فریدن
گرجیانی که به اصفهان مهاجرت کردند، ابتدا در زمان شاه عباس در «عباس‌آباد» اصفهان و پس از مدتی با تأسیس «نجف آباد» توسط «شیخ بهایی» در نجف آباد زندگی کردند. که به دستور شاه عباس عده‌ای از آنان که دارای خصال ستیزه‌جویی و جنگاوری بودند، جهت حفظ منطقهٔ فریدن و همچنین پایتخت (اصفهان) از حملات اقوام لر همچنین به دلیل آب و هوای مساعد و مزارع و شکارگاه‌های مناسب به فریدن مهاجرت کردند.
تمام گرجیانی که به فریدن رسیدند، ابتدا در فریدن، شهر افوس را بنیاد گذاردند و سپس عده‌ای از آن‌ها شهرهای «فریدون‌شهر (سُپِلی)» و «میاندشت (تُرِلی)» را بنیان نهادند.
و همچنین عده‌ای دیگر از شهر افوس جهت حفظ دین مسیحیت در «داشکسن» -که یک روستای ارمنی‌نشین متعصب به دین مسیحیت بود- سکنی گزیدند، و نیز عده‌ای به دلایل نامعلوم آبادی‌های «آغچه» و «بوئین» را بنا کردند.
پس از حملهٔ کریم خان زند به گرجی‌های فریدون‌شهر، بخشی از ساکنان آن به روستاهای «سیبک»، «چقیورت» و «نهضت‌آباد» مهاجرت کردند.
جمعیت گرجی‌های فریدن حدود ۱۰۰٬۰۰۰ تن است.

## گونه زبانی گرجی فریدنی
گرجی‌های فریدن در حدود سال ۱۶۲۰ در این منطقه ساکن شدند و زبان خود را حفظ کردند به طوری که هنگام تحقیقات میدانی دونالد استیلو در دهه ۱۹۶۰، ۹ روستای گرجی‌نشین با جمعیتی حدود ۱۶ هزار نفر در دهستان گرجی به زبان گرجی صحبت می‌کردند.
با وجود اینکه گرجی فریدنی وام‌واژه‌هایی از زبان‌های لری و ترکی را در خود دارد، اما بخش عظیمی از فرهنگ لغت گرجی را حفظ کرده است. با توجه به اینکه بررسی غنای دستور زبانی آن مطالعه درخوری را می‌طلبد، در مقاله گویش‌های استان اصفهان در دانشنامه بریتانیکا ویژگی‌های آواشناسی، واژه‌شناسی و فعل‌های آن فهرست شده‌اند.
ویژگی‌هایی گرجی فریدنی ویزگی‌های بارز یک از گویش زبان گرجی را دارد و هیچ‌یک از مشخصه‌های کلیدی زبان گرجی را از دست نداده است: یک سیستم غنی از صامت‌ها، همهٔ حالت‌نماهای اسمی و سیستم بسیار پیچیده افعال گرجی را حفظ کرده است و حتی در بعضی حیطه‌های نمود افعال از گرجی استاندارد پیچیده‌تر است.

### آواشناسی
سیستم صامت‌های گرجی فریدنی دو ویژگی دارد که در بیشتر زبان‌های قفقاز از جمله زبان ارمنی رایج است: تقابل صامت‌های دمشی (aspirated) و چاکنایی (glottalized) و تمایزی بین دو مجموعه از اصوات انسدادی-سایشی (affricates). در مورد فهرست صامت‌ها، qh (صدایی بین ق و خ) و y (صدای ی) در گرجی استاندارد وجود ندارد ولی در بعضی از گویش‌های زبان گرجی از جمله فریدنی موجودند. همچنین واج f (صدای ف) در وام‌واژه‌ها در فریدنی وجود دارد ولی در گرجی گرجستان نیست.
نمونه‌هایی از تقابل صامت‌ها:
(به منظور مقایسه معادل مثالها در گرجی گرجستان در پرانتز آورده شده است)
(حرف h بعد از صامت نمایانگر دمش یا همان aspiration و علامت آپاستروف بعد از صامت بیانگر چاکنایی یا همان glottalized بودن آن است)
- phuri (یکسان) گاو،

p’uri (یکسان) نان،
buri بور (وام‌واژه فارسی)
- qhari (xari) گاو نر،

khari (یکسان) باد،
k’ari (یکسان) دروازه
- c’ili (rc’q’ili) گشاد،

dzili (یکسان) خواب
- iγo (aiγo) او آن را برد،

iq'o (یکسان) او بود
- q'orebi (gogebi) دخترها،

γorebi (یکسان) خوک‌ها،
gorebi (gorebi: تپه‌ها) کوه‌ها
صامت qh (بین ق و خ) صدایی قدیمی است که در گرجی استاندارد با x (خ) ادغام شده است. مثل:
pheqhi و phexi یه معنای پا
خوشه‌های صامت (بدون میان‌هشت، انتقال یا مصوت) در گرجی فریدنی به قوت خود باقی هستند:
thma (یکسان) موی سر،
k’bili (یکسان) دندان،
čhxili (یکسان) ناخن،
chxori (chxvari) گوسفند،
dzma (یکسان) برادر،
khmari (یکسان) شوهر،
Gmachili (q’machvili: پسربچه) بچه،
qhbo (xbo) گوساله،
thxa (یکسان) بز،
mze (یکسان) آفتاب خورشید،
c’q’ali (یکسان) آب،
dγe (یکسان) روز،
č’le (mč’le) لاغر،
thbili (یکسان) گرم،
vzivar (یکسان) نشسته‌ام،
hč’am (č’am) تو می‌خوری
خوشه‌های بلندتری هم وجود دارند:
- سه صامت:

t’k’bili (یکسان) شیرین،
c’q'ran (c’q’nari) آرام، آهسته،
mq’vanda (mq’avda) من (مفعول غیرمستقیم بی‌جان) داشتم،
mt’k’ivis (mt’k’iva) اذیتم می‌کند (درد می‌کند),
gt’k’ivis (gt’k’iva) اذیتت می‌کند (درد می‌کند),
vk’debi (vk’vdebi) من می‌میرم،
vsq'idoph (vq’idulob) من می‌فروشم،
rc’q’av (یکسان) تو آبیاری می‌کنی،
sxnis (xsnis) او باز می‌کند،
vk’lav (یکسان) من می‌کُشم،
mc’q’urian (mc’q’uria) من تشنه هستم،
chxra (یکسان) نُه،
vjdebi (یکسان) من می‌نشینم
- چهار صامت:

vrc’q’av (یکسان) من آبیاری می‌کنم،
vsxni (vxsni) من باز می‌کنم،
hsxni (xsni) تو باز می‌کنی

### افعال
سیستم افعال، علاوه بر اینکه انواع زیادی از صرف داشته که هر نوع الگوهای استثنا نیز دارد، اشکال زیادی نیز برای هر فعل دارد. گرجی فریدنی یازده شکل مختلف زمان-نمود-وجه دارد (حال، آینده، التزامی، گذشته، گذشته التزامی و …). بعلاوه اینکه هریک از این یازده شکل می‌تواند مجهول، سببی، سببی مجهول، سببی مضاعف، سببی مضاعف مجهول و … بشود. بعنوان مثال:
- gaurechxaws او خواهد شست
- gairecxebis او شسته خواهد شد
- gaarechxvinaws او کسی را مجبور خواهد کرد که بشوید
- gairechxwinebis او آن را شسته شده (توسط کسی) خواهد داشت[۲۵]